# Prosecco di Conegliano Valdobbiadene

Lage der Provinz Treviso

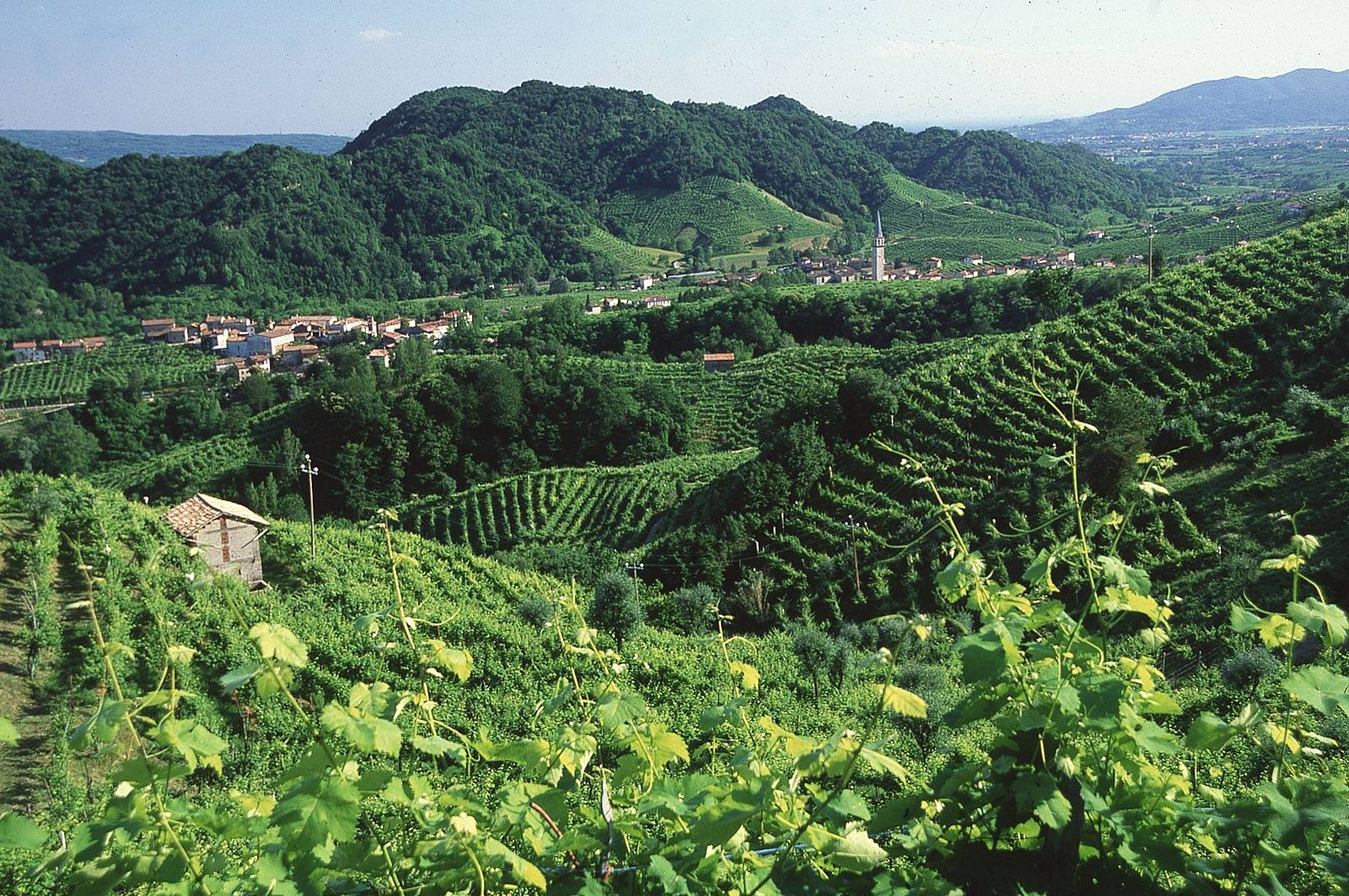
Weinberge im Prosecco-Gebiet (UNESCO-Welterbe)

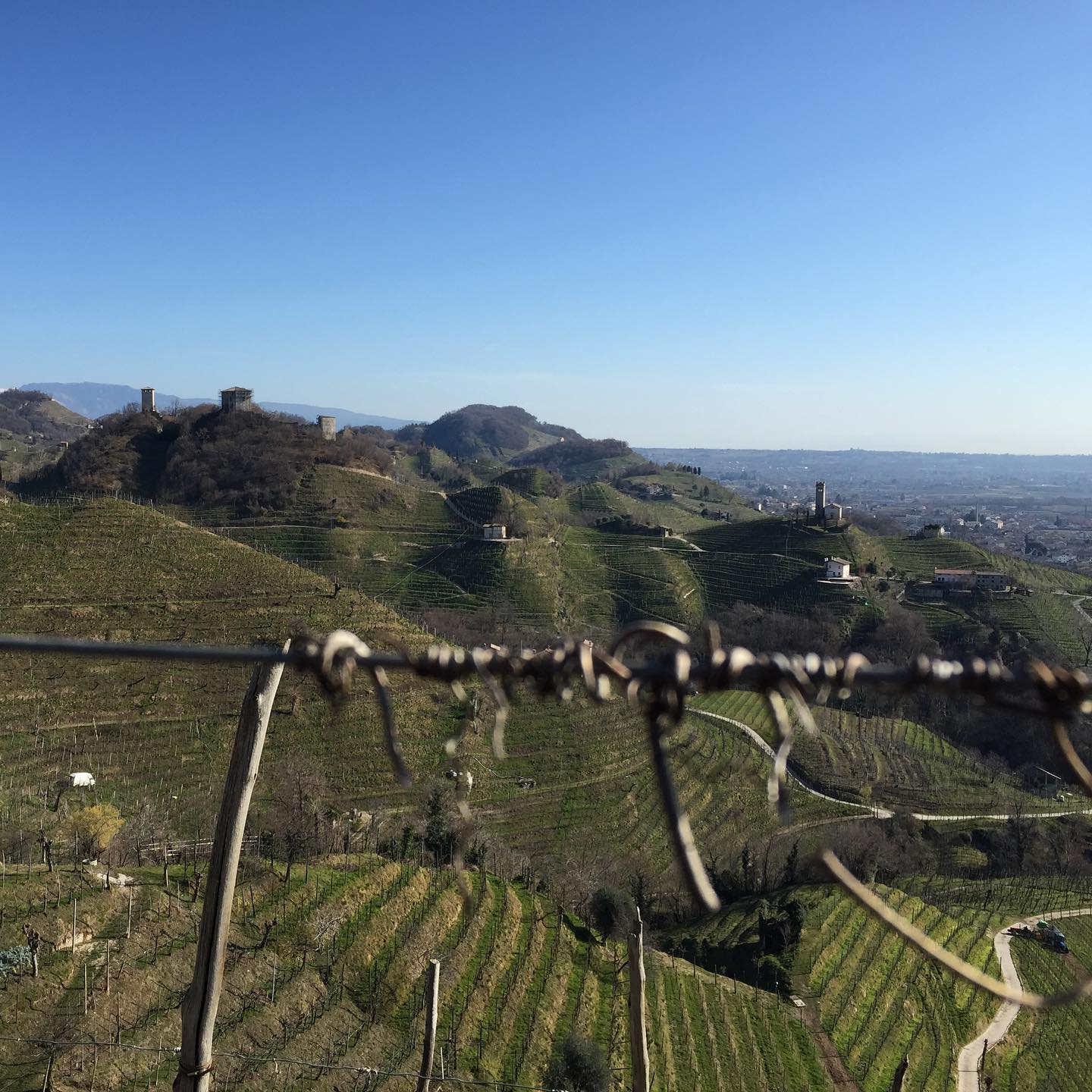
Weinberge im Prosecco-Gebiet

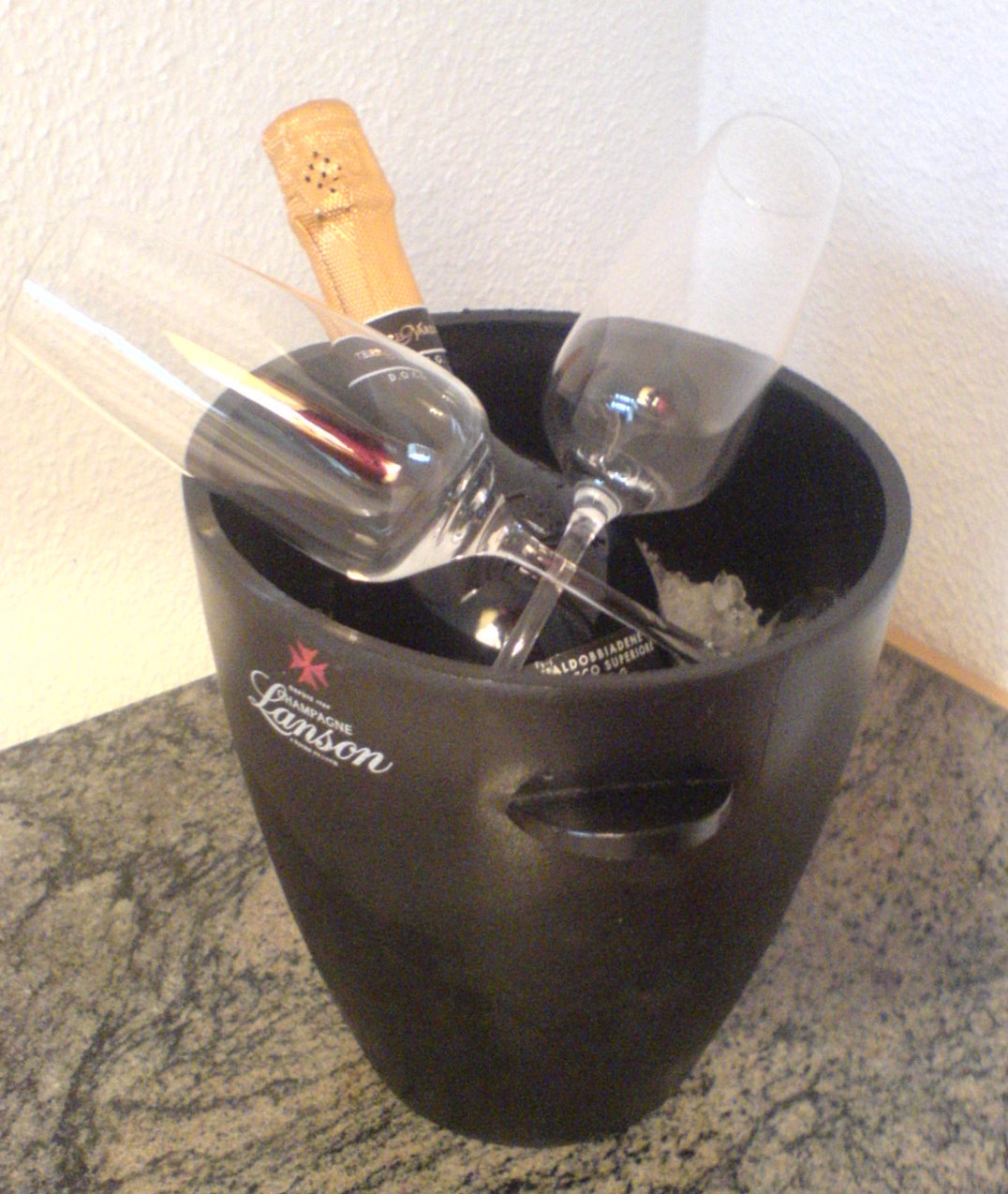
Prosecco Valdobbiadene im Kübel mit zwei Gläsern

Prosecco di Conegliano Valdobbiadene ist ein italienischer Prosecco-Wein, der in Conegliano oder Valdobbiadene (beide Provinz Treviso) und Umgebung angebaut und als Stillwein, Perlwein oder Schaumwein angeboten wird. Der Name ist seit 2009 eine „kontrollierte und garantierte Herkunftsbezeichnung“ (Denominazione di Origine Controllata e Garantita – DOCG), die höchste Qualitätsstufe im italienischen Weinbau. Auch folgende Bezeichnungen sind laut Produktionsvorschriften möglich: Conegliano Valdobbiadene-Prosecco oder Conegliano-Prosecco oder Valdobbiadene-Prosecco.

## Anbaugebiet
Die Trauben für Prosecco di Conegliano Valdobbiadene dürfen nur auf den Gemeindegebieten der folgenden Gemeinden angebaut werden: Conegliano, San Vendemiano, Colle Umberto, Vittorio Veneto, Tarzo, Cison di Valmarino, San Pietro di Feletto, Refrontolo, Susegana, Pieve di Soligo, Farra di Soligo, Follina, Miane, Vidor und Valdobbiadene.
2017 erzeugten 3388 Winzer 683.154 Hektoliter Wein.

### Herkunftsbezeichnungen
Der Name Cartizze steht für eine Einzellage, die steil nach Süden ausgerichtet ist und sich auf dem Boden der Gemeinde Valdobbiadene befindet. Eine neu eingeführte Bezeichnung ist Rive. Mit dieser wird eine Ortsdenomination (z. B. Prosecco Superiore DOCG Rive di San Pietro) hinzugefügt. Bei diesen Kennzeichnungen handelt es sich um Unterzonen (ital. Sottozone), für die im italienischen Weinrecht strengere Produktionsbedingungen im Vergleich zu den übrigen Flächen des Produktionsgebietes gelten. (Vgl. Valtellina, Chianti).

## Erzeugung
Als Rebsorten dürfen hauptsächlich Glera (neue Bezeichnung der Sorte Prosecco) (85–100 %) und maximal 0–15 % Verdiso, Bianchetta trevigiana, Perera und Glera Lunga (einzeln oder gemeinsam) verwendet werden.

## Beschreibung
Laut Denomination (Auszug):

### Conegliano Valdobbiadene-Prosecco  (Stillwein)
- Farbe: mehr oder weniger intensives strohgelb, leuchtend
- Geruch: weinig, charakteristisch, mit leichten Fruchtnoten
- Geschmack: angenehm bitter und würzig
- Alkoholgehalt: mindestens 10,5 % Vol.
- Säuregehalt: mind. 4,5 g/l
- Trockenextrakt: mind. 14 g/l

### Conegliano Valdobbiadene-ProseccoFrizzante(Perlwein)
- Perlage: mit offensichtlicher Entwicklung von Bläschen
- Farbe: mehr oder weniger intensives strohgelb, leuchtend
- Geruch: weinig, charakteristisch, mit leichten Fruchtnoten
- Geschmack: frisch, harmonisch, angenehm prickelnd, fruchtig
- Alkoholgehalt: mindestens 10,5 % Vol.
- Säuregehalt: mind. 4,5 g/l
- Trockenextrakt: mind. 14 g/l
- Bei traditioneller Flaschengärung kann eine leichte Trübung auftreten. In diesem Fall ist es zwingend erforderlich, mit den Worten zu kennzeichnen „rifermentazione in bottiglia“ (deutsch: zweite Gärung in der Flasche). Die Anforderungen an Geruch, Geschmack und Gesamtsäuregehalt sind dann die folgenden:

* Geruch:  angenehm und charakteristisch fruchtig mit einem Hauch von Brotkruste und Hefe
* Geschmack: frisch, harmonisch, angenehm prickelnd, fruchtig, mit einem Hauch von Brotkruste und Hefe
* Säuregehalt: mind. 4,0 g/l

### Conegliano Valdobbiadene-ProseccoSpumanteSuperiore (Schaumwein)
- Perlage: anhaltend
- Farbe: mehr oder weniger intensives strohgelb, leuchtend
- Geruch: angenehm und charakteristisch fruchtig
- Geschmack: frisch, harmonisch, angenehm fruchtig, charakteristisch
- Alkoholgehalt: mindestens 11,0 % Vol.
- Säuregehalt: mind. 4,5 g/l
- Trockenextrakt: mind. 14 g/l

### Conegliano Valdobbiadene-Prosecco Superiore di Cartizze oder Valdobbiadene Superiore di Cartizze (Schaumwein aus Einzellage mit besonders hoher Qualitätsstufe)
- Perlage: anhaltend
- Farbe: mehr oder weniger intensives strohgelb, leuchtend
- Geruch: angenehm und charakteristisch fruchtig
- Geschmack:frisch, harmonisch, angenehm fruchtig, charakteristisch
- Alkoholgehalt: mindestens 11,5 % Vol.
- Säuregehalt: mind. 4,5 g/l
- Trockenextrakt: mind. 14 g/l